# Дос Сантос, Тиаго
Тиа́го дос Са́нтос (порт.-браз. Thiago dos Santos; 9 сентября 1989, Куритиба) — бразильский футболист, полузащитник клуба «Флуминенсе».

## Биография
Тиаго дос Сантос родился в Куритибе и начал свою карьеру в команде «Прудентополис» в 2008 году, играя за неё три года. В 2011 году он перешёл в УРТ, через некоторое время отправился в «Насьонал» из Уберабы, где провёл два года, сыграв 10 игр и забив один гол.
Следующим клубом в карьере Тиаго Сантоса стал «Араша», но в нём Тиаго закрепиться не удалось, и вскоре он ушёл в «Ипатингу», а затем в «Линенсе», сыграв в обоих клубах по 14 игр в Серии C с Лиге Паулисте соответственно. В том же году Тиаго перешёл в «Америка Минейро», где он стал заметным игроком и привлёк внимание «Палмейраса», одного из ведущих клубов Бразилии, в который он и перешёл в 2015 году.
С «Палмейрасом» Тиаго Сантос дважды выигрывал чемпионат Бразилии.
5 декабря 2019 года было объявлено о переходе Сантоса в клуб MLS «Даллас». Контракт, вступивший в силу в январе 2020 года, был рассчитан на три года и включал опции продления ещё на два. В главной лиге США он дебютировал 29 февраля 2020 года в матче стартового тура сезона против «Филадельфии Юнион».
1 апреля 2021 года Сантос вернулся в Бразилию, перейдя в «Гремио».

## Титулы и достижения
- Чемпион Бразилии (2): 2016, 2018
- Чемпион Кубка Бразилии (1): 2015
- Чемпион Лиги Гаушу (1): 2021